# Noblesse oblige (expression)
Pour les articles homonymes, voir Noblesse oblige (homonymie).

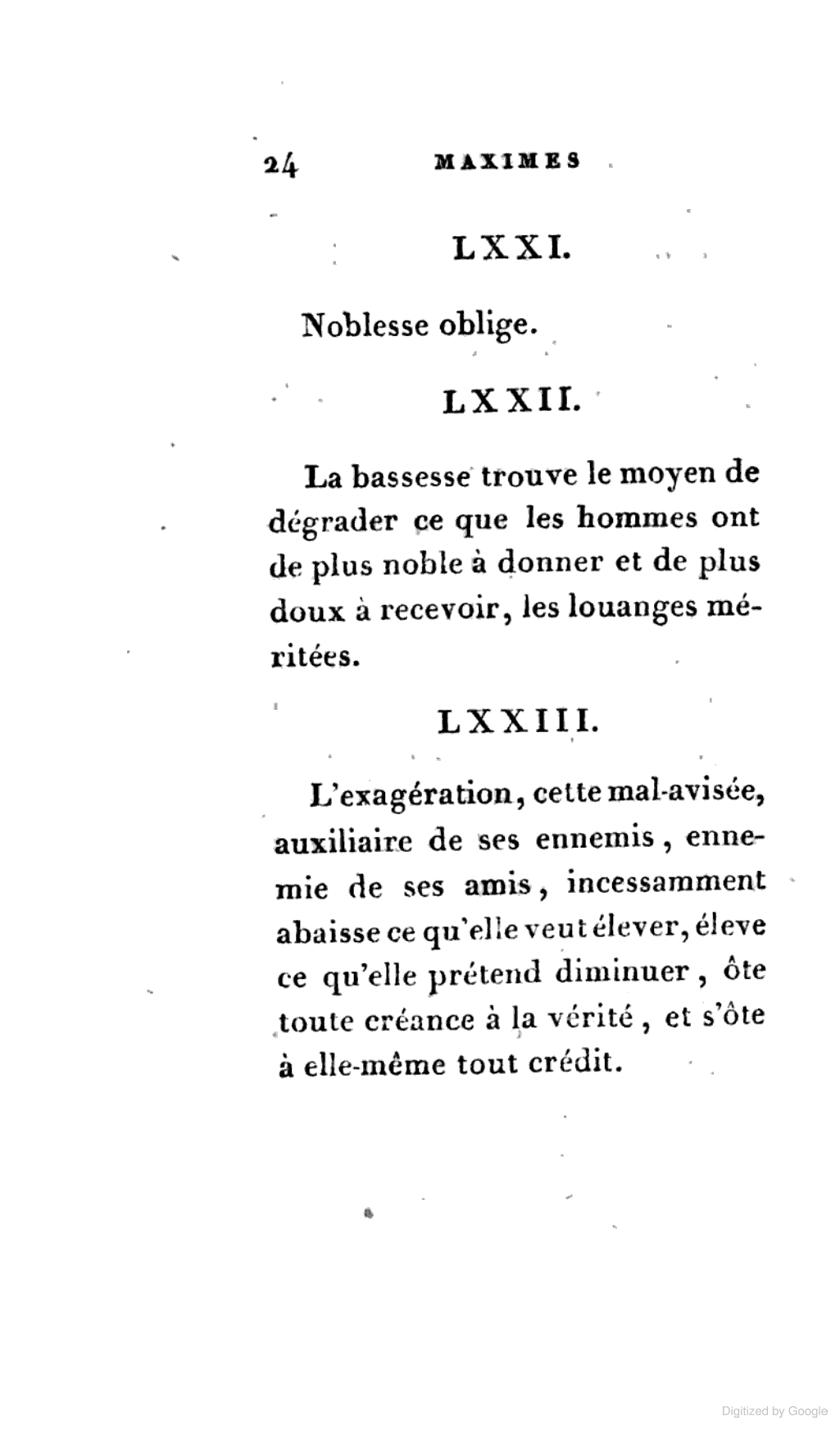
3e edition de Maximes et Réflexions’’, réédité en 1810

Noblesse oblige est une expression française signifiant que la noblesse s'étend au-delà de simples droits et exige que la personne qui détient un tel statut assume ses responsabilités sociales. Par exemple, une obligation principale d'un noble pourrait inclure la générosité envers ceux qui l'entourent.
Le Oxford English Dictionary déclare que le terme « suggère que la noble ascendance contraint à un comportement honorable ; le privilège entraîne la responsabilité ».
L'expression provient de la 71e maxime de Maximes et Réflexions du duc Pierre-Marc-Gaston de Lévis (1808).